# Alberto Lionello
Alberto Lionello est un acteur italien né le 12 juillet 1930 à Milan (Lombardie) et mort le 14 juillet 1994 à Fregene, une frazione de la commune de Fiumicino (Latium).

## Filmographie

### Cinéma
- 1954 : Questa è la vita, segment Il ventaglio de Mario Soldati
- 1958 : Ricordati di Napoli de Pino Mercanti : Johnny
- 1958 : Mia nonna poliziotto de Steno : Alberto
- 1960 : Chi si ferma è perduto de Sergio Corbucci : Mario Rossi
- 1961 : Mariti a congresso de Luigi Filippo D'Amico
- 1961 : Cacciatori di dote de Mario Amendola : Carlo Alberto
- 1962 : En plein cirage de Georges Lautner : René
- 1964 : L'Amour en quatre dimensions (Amore in quattro dimensioni), segment Amore e morte de Mino Guerrini
- 1965 : I soldi de Gianni Puccini & Giorgio Cavedon
- 1965 : Ces messieurs dames (Signore & signori), de Pietro Germi : Toni Gasparini
- 1965 : Les Plaisirs dangereux (Una voglia da morire) de Duccio Tessari : le mari de Clara
- 1966 : Ah ! Quelle nuit, les amis ! (Che notte, ragazzi!) de Giorgio Capitani : Rodríguez
- 1968 : Colpo di sole de Mino Guerrini : Giacomo « Mino » Mastrangeli
- 1969 : Togli le gambe dal parabrezza de Massimo Franciosa : Alberto
- 1969 : Porcherie (Porcile) de Pier Paolo Pasolini : Mr. Klotz
- 1969 : Certes, certainement (Certo, certissimo, anzi... probabile), de Marcello Fondato : le directeur du standard téléphonique
- 1973 : Sexe fou (Sessomatto) de Dino Risi : Gilda / Cosimo
- 1974 : La poliziotta de Steno : Tarcisio Monti
- 1974 : Mon Dieu, comment suis-je tombée si bas ? (Mio Dio, come sono caduta in basso!), de Luigi Comencini : Raimondo Corrao
- 1974 : L'età della pace de Fabio Carpi : Glauco, le fils de Simone
- 1976 : Spogliamoci così, senza pudor..., segment L'armadio di Troia de Sergio Martino : Giangi Busacca
- 1976 : L'Italia s'è rotta de Steno : le peintre, oncle de Domenico
- 1976 : Cadavres exquis (Cadaveri eccellenti) de Francesco Rosi : le président de la Cour Suprême (voix) (non crédité)
- 1976 : L'Amour, c'est quoi au juste ? (Bruciati da cocente passione) de Giorgio Capitani : le narrateur (voix)
- 1976 : Portrait de province en rouge (Al piacere di rivederla) de Marco Leto : Don Luigi
- 1976 : Sexycon (40 gradi all'ombra del lenzuolo), segment L'attimo fuggente de Sergio Martino :  Filippo
- 1977 : Lâche-moi les jarretelles (La vergine, il toro e il capricorno) de Luciano Martino : Gianni Ferretti
- 1977 : Black Journal (Gran bollito) de Mauro Bolognini : Berta Maner / Banker
- 1979 : Aldo fait ses classes (Riavanti... Marsch!) de Luciano Salce : Giovanni Crippa
- 1983 : Sogno di una notte d'estate de Gabriele Salvatores : Theseus